# علم الكون

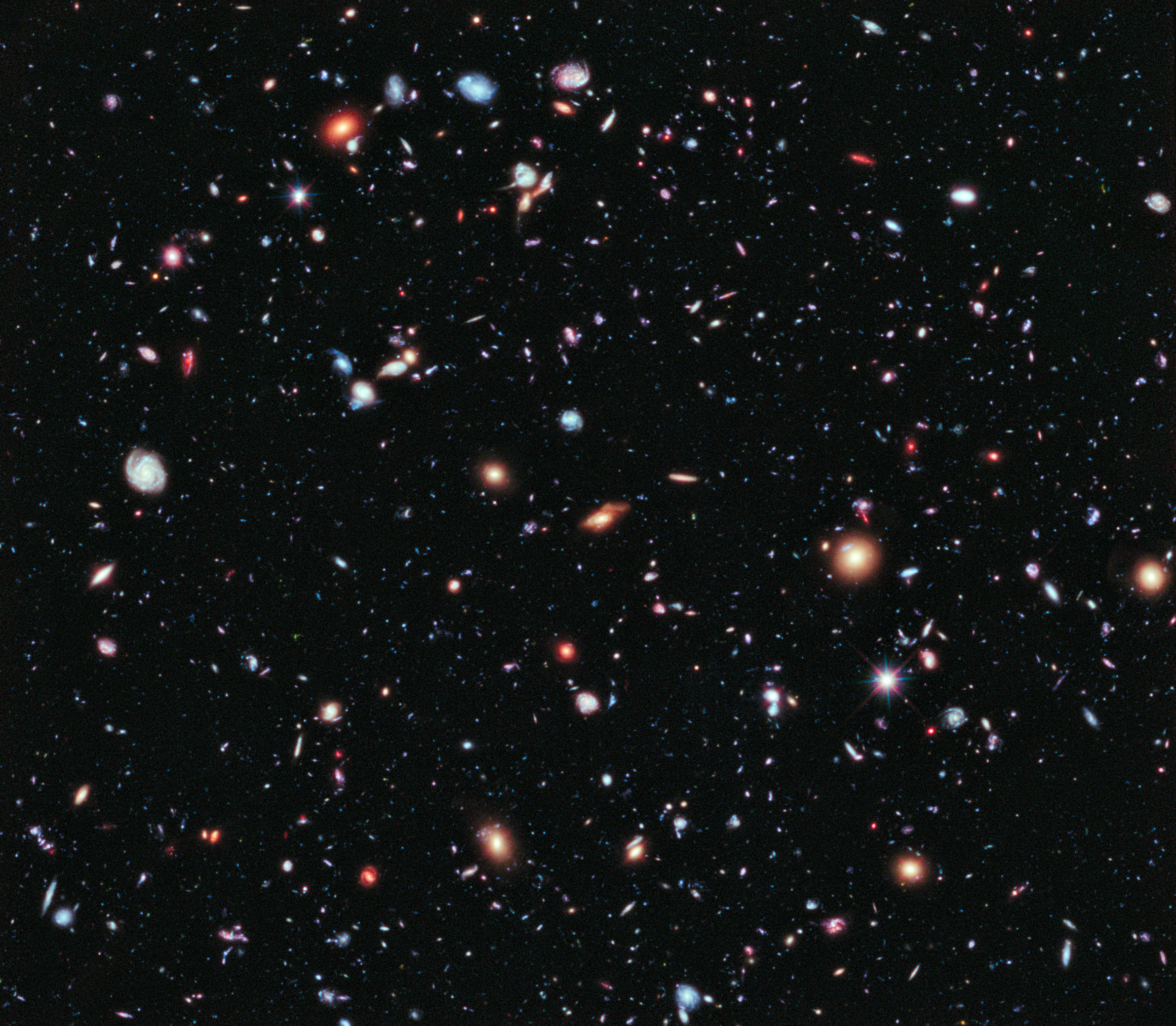
تم إكمال حقل هابل العميق الأقصى في سبتمبر عام 2012 ويظهر أبعد مجرات تم تصويرها على الإطلاق. باستثناء بضع نجوم في المقدمة (وهي الساطعة ويمكن التعرف عليها بسهولة فقط لأن لديهم طفرات الحيود)، كل بقعة من الضوء في الصورة هي مجرة فردية، وبعضها قديمة قدم 13.2 مليار سنة. ويقدر الكون المنظور بأنه يحتوي على أكثر من 200 مليار مجرة.

علم الكون أو الكونيات أو علم الكونيات (بالإنجليزية: Cosmology)‏ هو العلم الذي يدرس أصل ونشأة وتاريخ ومحتويات وتطور الكون، ودراسة البنية الواسعة للفضاء، بكل ما فيه من مادة وطاقة. ورغم حداثة هذا العلم من حيث تداخله مع الفيزياء الحديثة فإن جذوره تمتد إلى العصور القديمة بمعالجاتها الفلسفية والدينية والأسطورية الغيبية (الميتافيزيقية) لموضوع أصل الكون.

## التأثيل
أتى المصطلح الإنجليزي Cosmology من الإغريقية κόσμος وتعني «عَالَم» و-λογία والتي تعني «دراسة» بمعنى خطبة أو محاضرة وهي تلحق بمعظم الكلمات لتشير إلى العلم الذي يدرس هذا الموضوع.

## لمحة تاريخية
علم الكون فرع حديث العهد نسبياً من العلوم الطبيعية، إلا أنه يتناول بعضاً من أقدم الأسئلة التي طرحتها البشرية، على غرار: هل الكون غير محدود؟ هل هو موجود منذ الأزل؟ وإذا كان الجواب بالنفي، فكيف ظهر الكون إلى الوجود؟ وهل سينتهي يوماً ما؟ ومنذ القدم يسعون البشر إلى بناء إطار مفاهيمي من نوع ما للإجابة عن الأسئلة المتعلقة بالكون وبعلاقتهم به.
كانت أُولى النماذج لدراسة علم الكون عبارة عن خرافات، إذ كانت أغلب المحاولات القديمة مبنية بالأساس على شكل من أشكال التجسيم (أي نسبة الصفات البشرية إلى الكائنات غير البشرية). وقد تضمنت بعض هذه المحاولات فكرة أن العالم المادي تُحركه كيانات ذات إرادة نافذة يمكنها أن تساعد البشرية أو تعوقها. فيما تضمنت البعض الآخر أن العالم المادي نفسه جامدا، ولكن يمكن لإله أو آلهة أن يتحكموا في مساره، في تلك الحالتين تميل خرافات الخلق إلى عزْو منشأ الكون إلى كيانات يمكن أن تفهم دوافعها -ولو جزئياً- من جانب البشر.
تعود جذور العلم الحديث إلى بلاد اليونان القديمة، بطبيعة الحال كان للإغريق آلهتهم وأساطيرهم، وكان كثير منها مستسقى من ثقافات مجاورة. لكن إلى جانب هذه العناصر التقليدية بدأ الإغريق في تأسيس نظام من مبادئ البحث العلمي، وكانو من أرسوا العلاقة بين السبب والنتيجة، كما أنهم أدركوا أن توصيف الظواهر المرصودة وتفسيرها يمكن صياغتهما بصورة رياضية أو هندسية، بدلاً من الاعتماد على مفهوم التجسيم.
خلال العصور المظلمة، لم تكن الثقافة المسيحية على معرفة بمعظم المعارف التي اكتسبها الإغريق، بَيْدَ أن هذه المعارف ازدهرت في العالم الاسلامي. نتيجة لذلك، كان التفكير المرتبط بدراسة الكون في أوروبا محدوداً خلال العصور الوسطى.
تمثل التطور العظيم التالي على الطريق نحو التفكير العلمي الحديث في دراسة الكون في ظهور إسحاق نيوتن (1642-1727)على الساحة. تمكن نيوتن من أن يبين في كتابه «المبادئ» (1687) أن الحركة الإهليليجية التي توصل إليها كبلر إنما هي نتيجة طبيعية لوجود قانون كوني عام للجاذبية.
بدأت الحقبة الحديثة لعلم الكون في السنوات الأولى من القرن العشرين، حين حدثت عملية إعادة صياغة كاملة لقوانين الطبيعة. طرح ألبرت أينشتاين (1879-1955) مبدأ النسبية، وبذا قوض مفهوم نيوتن عن المكان والزمان. ولاحقاً حلت النسبية العامة محل قانون الجذب العام لنيوتن. ولكن رغم أن هذه التطورات المفاهيمية قد مهدت الطريق، فإن الخطوات النهائية نحو الحقبة الحديثة لعلم الكون لم يضطلع بها الفيزيائيون النظريون، بل علماء الفلك القائمون على عمليات الرصد. ففي عام 1929، نشر إدوين هابل المشاهدات التي أدت بنا إلى الاعتقاد بأن الكون أخذ في التمدد، وأخيراً، في عام 1965 اكتشف آرنو بينزياس إشعاع الخلفية الكونية الميكروي الذي يعد دليلاً دامغاً على أن الكون بدأ بكرة نارية بدائية. أي «الانفجار العظيم».

## مكونات الكون
أصبح لدى العلماء معرفة أفضل عن الكون. فبفضل التقدم العلمي والتكنولوجي وخاصة بعد تطور التلسكوبات البصرية والراديوية، أمكن التعرف بدقة إلى توزيع النجوم والأجرام السماوية في الكون. فالنجوم موجودة في الكون على شكل تجمعات هائلة كل تجمع يصل إلى بلايين النجوم وهذا التجمع الهائل من النجوم يدعى بالمجرة.
بواسطة التلسكوبات البصرية أمكن الكشف عن حوالي 600 مليون مجرة كما تم اكتشاف البلايين من المجرات بواسطة التلسكوبات الراديوية. فالشمس(والأرض وبقية الكواكب التي تدور حول الشمس) هي أحد النجوم في مجرتنا (مجرة درب التبانة)، التي يبلغ عدد نجومها 100 بليون نجمة. أن المسافة التي تفصل هذه المجرات عن بعضها البعض شاسعة جداً. ولقد تم الكشف عن بعض هذه المجرات البعيدة التي تبعد عن الارض 4500 مليون سنة ضوئية، أي أن الضوء الذي يسير بسرعة 300 ألف كيلو متر/ثانية يحتاج 4500 مليون سنة ليصل إلى الأرض. فالمجرات وما تحوي من نجوم وغبار وغازات (السديم) وما يدور حول النجوم من كواكب وتوابع وأجرام سماوية أخرى هي مكونات الكون.

## تجانس وتوحد خواص الكون
أبسط المداخل لتطبيق مفاهيم النسبية العامة هو استخدام ما نشاهده من انتظام المقياس الكبير الملحوظ، فنحن نشاهد في المقاييس المساوية 1000Mpc ليس فقط كثافة متوسطة منتظمة ولكن نشاهد أيضاً انتظامات في خواص أخرى (مثل أنواع المجرات، كثافات مكوناتها، تركيبها الكيميائي وتركيبها النجمي). لذلك في المقياس الكبير ندرك ما يلي من السمات:
1. الكون متجانس.
2. الكون موحد الخواص حول كل نقطة، نعني بتوحد الخواص أنه من غير الممكن عند إجراء مشاهدات محلية التمييز بين أحد الاتجاهات في السماء واتجاه آخر (أي لا يوجد اتجاه مفضل). يمكن أن يكون الكون متجانساً وغير موحد الخواص، وذلك إذا كان الكون، مثلاً، يصاحبه مجال مغناطيسي كبير المقياس موجه ناحية أحد الاتجاهات في كل الأماكن وكانت قيمة هذا المجال متساوية في كل الأماكن. من ناحية أخرى، لا يمكن للكون غير المتجانس أن يكون موحد الخواص حول كل نقطة، وذلك لأن معظم قطع الكون أن لم يكن كلها سوف ترى سماءً متكتلة في أحد الاتجاهات وغير مكتملة في اتجاه آخر.
3. الكون في حالة تمدد، تبدو كل المجرات مبتعدة عن مجرتنا (مجرة درب التبانة) بسرعة تتناسب طردياً مع بعدها. ويطلق على سرعة الابتعاد هذه اسم«جريان هابل». سرعة الابتعاد هذه تساهم في تأسيس فكرة توحد خواص الكون.

## الاستواء

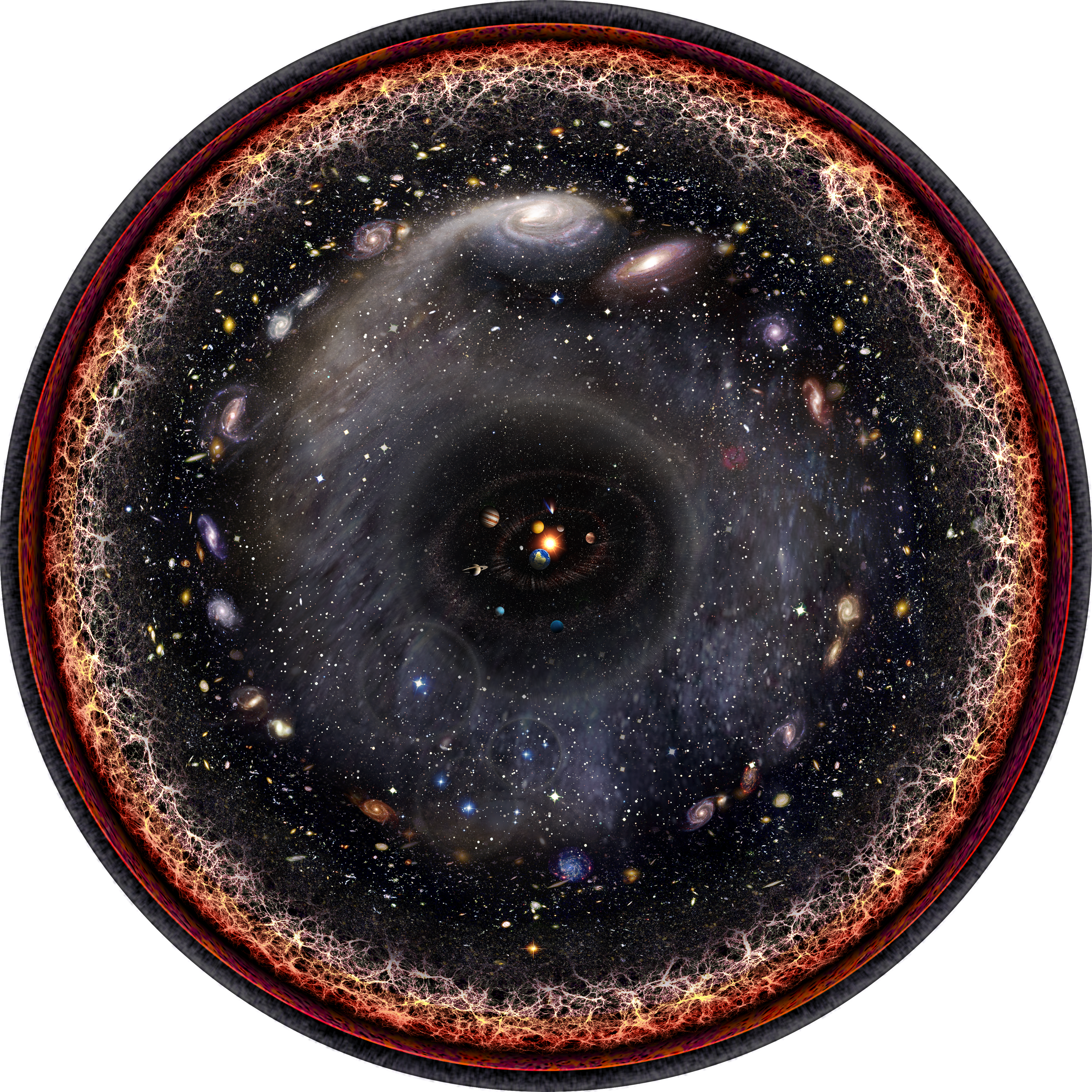
تمثيل الكون المرئي على مقياس لوغاريتمي. في الوسط تبدو الشمس والمجموعة الشمسية. أينما نظرنا حولنا نشاهد تماثلا متناسقا. الابتعاد عن مركز الشكل في أي اتجاه هو رؤية للماضي عبر 8و13 مليار سنة. المجموعة الشمسية تنتمي إلى درب التبانة ، وخارجها مجرات ، وخارج المجرات نجد مرحلة تكون الذرات والجسيمات وقبلها زمنيا عصر مظلم (قبل ظهور الضوء) وإلى الخارج البعيد (أسود) نجد الانفجار العظيم.

يُعتبر مفهوم «انحناء الفضاء» أمرًا جوهريًا لـعلم الكون. وكون الكون «مستويًا» من الممكن أن يحدد مصيره النهائي؛ ما إذا كان سيتمدد إلى الأبد أو سينهار في نهاية المطاف ويرتد على عقبيه. وتم قياس هندسة الزمان والمكان بواسطة مسبار ويلكينسون لقياس اختلاف الموجات الراديوية (WMAP) ليتبين أنه مسطح تقريبًا. ووفقًا لنتائج وتحليلات مسبار ويلكينسون لقياس اختلاف الموجات الراديوية على مدار خمس سنوات، قرر مسبار ويلكينسون لقياس اختلاف الموجات الراديوية أن الكون مسطحًا، الأمر الذي ترتب عليه أن متوسط كثافة الطاقة في الكون تعادل الكثافة الحرجة (في نطاق هامش 1% من الخطأ). وهذا يعادل كثافة كتلة مقدارها 9.9 × 10−30 g/cm3، وهو ما يعادل فقط 5.9 بروتونات لكل متر مكعب.”

## نموذج الكون لجولد
نموذج الكون لجولد هو نموذج كوني لـلكون. وفي هذا النموذج، يبدأ الكون مع الانفجار العظيم ويتسع لبعض الوقت، مع تزايد الاعتلاج وسهم الزمن الدينامي الحراري يشير إلى اتجاه الاتساع. وبعدما يصل الكون حالة منخفضة الكثافة، فإنه ينكمش مرة أخرى، ولكن يقل الاعتلاج الآن، ويتوجه سهم الزمن الدينامي الحراري في الاتجاه المعاكس، حتى ينتهي الكون في الانسحاق الشديد منخفض الاعتلاج وعالي الكثافة. ويُسمى النموذج على اسم عالم الكونيات توماس جولد، الذي اقترح النموذج في ستينيات القرن الماضي.

## وصلات خارجية
- قاعدة بيانات خارج المجري لناسا/مركز معالجة وتحليل الأشعة تحت الحمراء (مسافات) (بالإنجليزية)
- رحلة كونية: تاريخ للكوسومولوجيا العلمية (بالإنجليزية)
- نموذج تخليق «الكيمياء الكونية» (بالإنجليزية)